# Знаменский, Георгий Иванович
Гео́ргий Ива́нович Зна́менский (26 ноября 1903, Зелёная Слобода, Московская губерния — 28 декабря 1946, Москва) — советский легкоатлет, стайер, многократный победитель, призёр чемпионатов СССР и рекордсмен СССР. Заслуженный мастер спорта СССР (1936). Член ВКП(б) с 1941 года.

## Биография

### Ранние годы
Родился 13 (26) ноября 1903 год в селе Зелёная Слобода (ныне Раменского района Московской области). Отец Иван Васильевич был настоятелем в церкви, мать — Анфиса Ивановна, дочь сельского священника. Она родила ему десять детей: шесть дочерей и четыре сына. С детства у них с братом был свой рацион питания: ведро молока на двоих за день, ржаной хлеб и картошка. К спорту Георгия и Серафима приучил их брат Сергей, вернувшийся с Первой мировой войны. Вскоре произошёл инцидент, который мог не дать раскрыться его таланту. Однажды юному Георгию на ногу наступила лошадь. Он мог остаться калекой, но операция прошла удачно. Через некоторое время призван на Черноморский флот, где чуть не погиб, перевернувшись в лодке. В 1926 году окончил школу младшего комсостава береговой артиллерии.

### Никольское
В 1931 году устраивается на завод «Серп и Молот» в Москве. Не найдя жилья, поселился на станции Никольское (ныне — Балашиха). Через некоторое время Георгий привозит сюда Серафима. Жили они на чердаке у знакомой старушки. Даже зимой они оставались жить на чердаке и ходили без пальто. На работу они часто добирались бегом, ели только чёрный хлеб.
После Всесоюзной спартакиады в 1928 году спорт в СССР начал активно развиваться. Тренировки на стадионе «Металлург» шли хорошо. Георгий подавал большие надежды, хотя вначале на крепкого парня в тельняшке смотрели как на увальня. Но через некоторое время стало понятно, что именно он лучше всех бегает кроссы.

### Всесоюзная слава

Братья Знаменские.

Появление Георгия и Серафима на спортивных состязаниях начиналось довольно интересно. Летом 1932 года рабочие завода сдавали нормативы ГТО и братья пробежали настолько быстро, что судьи не поверили секундомерам.
Вскоре Знаменские выкупили полдома у хозяйки, в который через некоторое время переехали и брат Сергей с семьёй.
В 1934 году братья устанавливают 6 рекордов СССР. На чемпионате страны Серафим выиграл три дистанции, а Георгий трижды стал вторым. В 1935, 1937, 1938 годах братья также делали дубли на международном кроссе, организованном французской газетой «Юманите». И снова финишируют в таком же порядке. Восхищённые французы даже учредили специальный приз имени братьев Знаменских.
Георгий был рекордсменом страны в эстафете 4×1500 м, и ещё трижды братья выступали в составе команды московского «Спартака», которая устанавливала всесоюзные достижения в эстафете 10×1000 м. В 1936 году Георгий одним из первых в стране стал заслуженным мастером спорта СССР.
Георгию с братом так и не довелось принять участие в крупных международных стартах из-за непризнания СССР ИААФ.
В 1936 году Георгий поступил во 2-й Московский медицинский институт, который окончил в 1941 году.
С началом Великой Отечественной войны вместе с братом Серафимом был зачислен в состав Отдельной мотострелковой бригады особого назначения.
В 1946 году Георгию, уже без брата Серафима, ушедшего из жизни в 1942 году, удалось побывать на европейском чемпионате, в качестве врача сборной легкоатлетов.
Скончался 28 декабря 1946 года от рака желудка (по другой информации — рака печени). Похоронен на Ваганьковском кладбище (9 уч.).

## Результаты

### Соревнования
| Год  | Город   | Дистанция  | Дата          | Результат   | Место |
| ---- | ------- | ---------- | ------------- | ----------- | ----- |
| 1934 | Москва  | 1500 м     | 1 августа     | 4.06,0      | II    |
| 1934 | Москва  | 5000 м     | 4 августа     | 15.41,0     | II    |
| 1934 | Москва  | 10 000 м   | 6 августа     | 32.43,6     | II    |
| 1935 | Москва  | 2000 м     | 11 сентября   | 5.32,8      | I     |
| 1937 | Москва  | 1500 м     | 18—24 августа | 4.04,2      | 4     |
| 1937 | Москва  | 4×1500 м   | 24 августа    | 16.50,6 NR* | I     |
| 1938 | Харьков | 5000 м     | 6 сентября    | DNF         | —     |
| 1938 | Харьков | 10 000 м   | 11 сентября   | DNS         | —     |
| 1938 | Москва  | кросс 8 км | 6 июня        |             | 23—24 |
| 1939 | Харьков | 5000 м     | 24—30 августа | 14.51,8     | I     |
| 1939 | Харьков | 10 000 м   | 24—30 августа | 31.05,8     | I     |
| 1940 | Москва  | 5000 м     | 25—26 августа | 15.11,2     | 4     |
| 1940 | Москва  | 10 000 м   | 27—30 августа | 31.35,6     | II    |

| Год  | Город     | Дистанция | Дата       | Результат           | Место               |
| ---- | --------- | --------- | ---------- | ------------------- | ------------------- |
| 1935 | Ла-Курнёв | 8 км      | 3 февраля  |                     | II (личный зачёт)   |
| 1935 | Ла-Курнёв | 8 км      | 3 февраля  | 10                  | I (командный зачёт) |
| 1937 | Ла-Курнёв | 9100 м    | 14 февраля | 27.45               | II (личный зачёт)   |
| 1937 | Ла-Курнёв | 9100 м    | 14 февраля | I (командный зачёт) |                     |
| 1938 | Ла-Курнёв | 10 400 м  | 20 февраля | 34.29⅗              | II (личный зачёт)   |
| 1938 | Ла-Курнёв | 10 400 м  | 20 февраля | I (командный зачёт) |                     |
| 1939 | Ла-Курнёв | 10 400 м  | 19 февраля | 35.21               | III (личный зачёт)  |
| 1939 | Ла-Курнёв | 10 400 м  | 19 февраля | I (командный зачёт) |                     |

### Всесоюзные рекорды

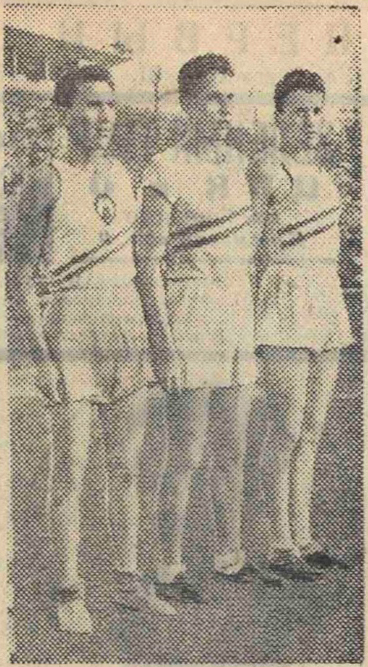
Спортсмены общества «Медик» И. Дворянчиков (слева), Г. Ермолаев и заслуженный мастер спорта Г. Знаменский (справа), установившие 1 июля 1939 года на стадионе «Динамо» новый всесоюзный рекорд в эстафете 3 по 1000 метров со временем 7 минут 44 секунды.

| Дистанция | Результат | Город   | Дата            | Видео/Фото/ Кинограмма |
| --------- | --------- | ------- | --------------- | ---------------------- |
| 1500 м    | 4.04,5    | Москва  | 12 июня 1934    |                        |
| 1500 м    | 3.57,9    | Москва  | 12 июня 1936    |                        |
| 3000 м    | 8.45,4    | Харьков | 16 августа 1934 |                        |
| 4×1500 м  | 16.50,6   | Москва  | 24 августа 1937 |                        |
| 3×1000 м  | 7.44      | Москва  | 1 июля 1939     | Фото                   |

## Память
- С 1949 года проводятся международные соревнования по лёгкой атлетике, посвящённые памяти братьев Знаменских.
- В легкоатлетической эстафете на призы газеты «Вечерняя Москва» разыгрывался приз братьев Знаменских на самом длинном этапе.

В честь братьев Знаменских названы:
1. Спортивная школа в Москве
2. Стадион в Москве
3. Улица в Оренбурге

## Награды
- Заслуженный мастер спорта СССР (1936)
- Орден «Знак Почёта» (22.07.1937)[2]
- Орден Красной Звезды[3]
- медали «Партизану Отечественной войны», «За оборону Москвы», «За победу над Германией в Великой Отечественной войне 1941—1945 гг.»

### Комментарии
1. 1 2  Состав команды «Спартак»: Всеволод Крайнюков, Елиазар Гвоздовер, Иван Соколов, Георгий Знаменский
2. ↑  вместе с Панфёровым (Ленинград)